# FK Akademija Pandev Brera Strumica
El Fudbalska Akademija Pandev (en macedonio: Фудбалска Академија Пандев), también conocido como Akademija Pandev, es un club de fútbol de Strumica, Macedonia del Norte. Fue fundado en 2010 y juega en la Primera División de Macedonia del Norte que es la máxima categoría del fútbol en Macedonia del Norte.

## Historia
La academia fue fundada en 2010 por el jugador de fútbol macedonio Goran Pandev, nativo de Strumica. A partir de 2014, se formó el equipo sénior, que, a partir de la cuarta serie, obtuvo tres promociones consecutivas, ganando en 2017 la Segunda Liga de Macedonia del Norte, accediendo así por primera vez a la Primera División de Macedonia del Norte. En 2017, el equipo sénior fue ascendido a la Primera Liga de Macedonia por primera vez en su historia.

## Palmarés
- Segunda Liga de Macedonia del Norte (1): 2016-17
- Copa de Macedonia del Norte (1): : 2018-19

## Participación en competiciones de la UEFA
| Temporada | Torneo                        | Ronda            | Club            | Casa | Visita | Global |  |
| --------- | ----------------------------- | ---------------- | --------------- | ---- | ------ | ------ |  |
| 2019–20   | UEFA Europa League            | Clasificatoria 1 | Zrinjski Mostar | 0–3  | 0–3    | 0–6    |  |
| 2022–23   | UEFA Europa Conference League | Clasificatoria 1 | Lechia Gdańsk   | 1-2  | 1-4    | 2–6    |  |